# Lixinae
Lixinae (лат.) — подсемейство жуков семейства долгоносиков. Подсемейство насчитывает свыше 1300 видов, распространённых практически повсеместно и хорошо представленных в Палеарктике, особенно в южных районах — в тропической и Южной Африке, на Индостане и в Индокитае.
Ряд исследователей включают трибы этого подсемейства в подсемейство Molytinae.
Между трибами имеются отличия в питании: Rhinocyllini и Lixini питаются соцветиями и стеблями растений (причём, Rhinocyllini — олигофаги на сложноцветных, а триба Lixini — полифаги), Cleonini — корнями растений, в основном, из семейств астровых и маревых. Личинки делятся на три морфоэкотипа:
- Антокарпофаги (Larinus, Lachnaeus, Rhinocyllus, Bangasternus, Eustenopus). Развиваются в соцветиях сложноцветных. Тело личинки короткое и толстое; тенториум хорошо развит вследствие сильного развития мускулатуры ротового аппарата из-за питания твердыми тканями.
- Каулофаги (Lixus). Питаются мягкими тканями сердцевины стебля. Тело обычно сильно удлинено, в четыре и более раз длиннее ширины. Голова удлинена, слабо склеротизована, тенториум слабый.
- Ризофаги (Cleonini). Питаются на корнях. Отличаются от фитокарпофагов наличием коротких, толстых, не увеличенных в числе щетинок[3].